# 国師岳
国師岳（こくしだけ）は、山梨県山梨市と長野県南佐久郡川上村の境界にある標高2,592 mの山である。国師ヶ岳（こくしがたけ）とも呼ばれる。

## 概要

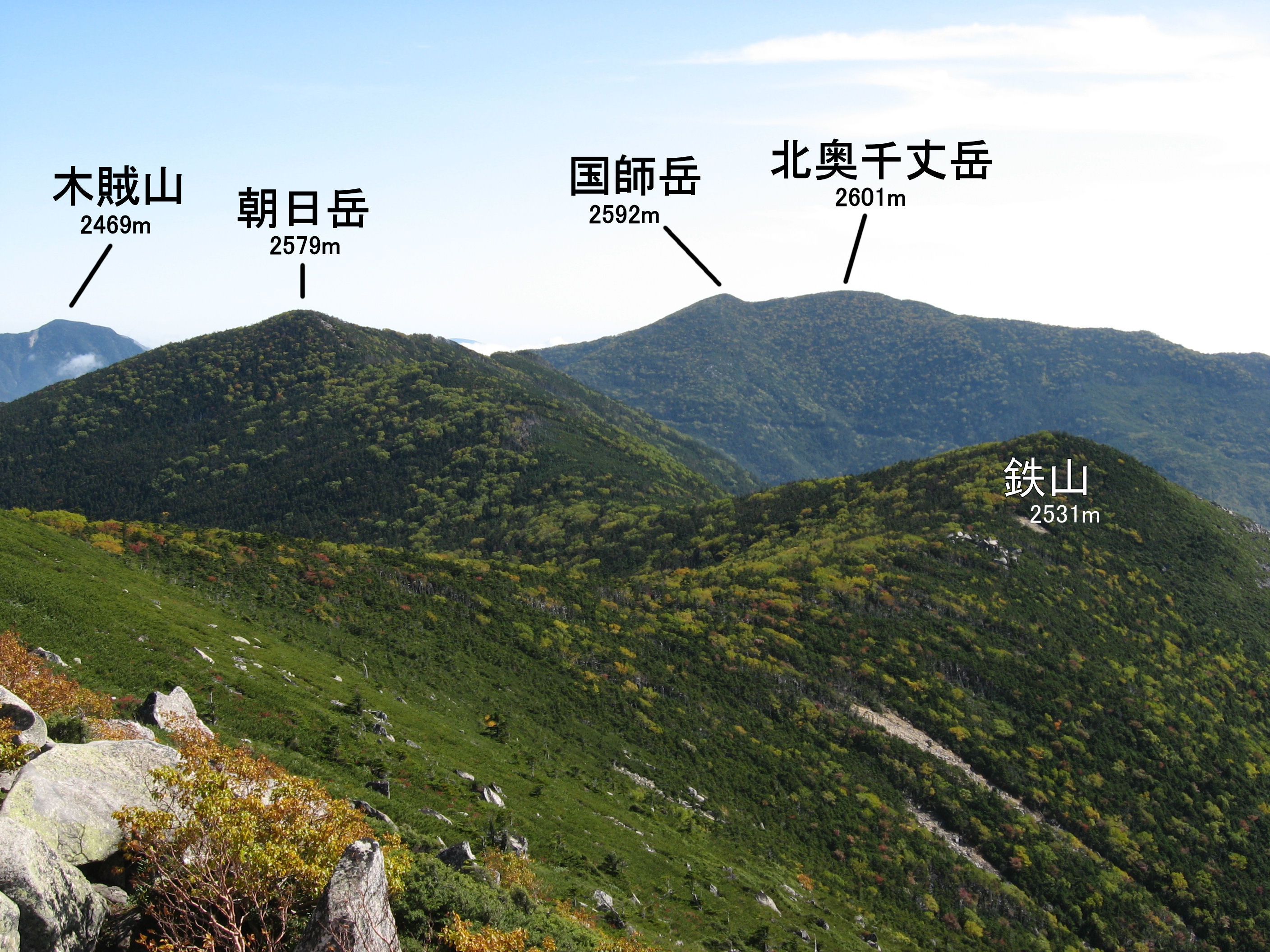
西の金峰山から望む国師岳
北奥千丈岳とほぼ一体である

奥秩父山塊の主脈にある山の一つで、花の百名山や山梨百名山に選ばれている。山頂には一等三角点が設置されている。また、山名の由来は夢窓疎石の偉業に対して地元民が付けたといわれている。
登るには、大弛峠から入るのが最も容易。道中の展望台「夢の庭園」では眺望が開ける。途中には前国師岳と呼ばれるピークがある。他には甲武信ヶ岳方面から縦走することもできる。近辺に窪平温泉がある。

## 眺望

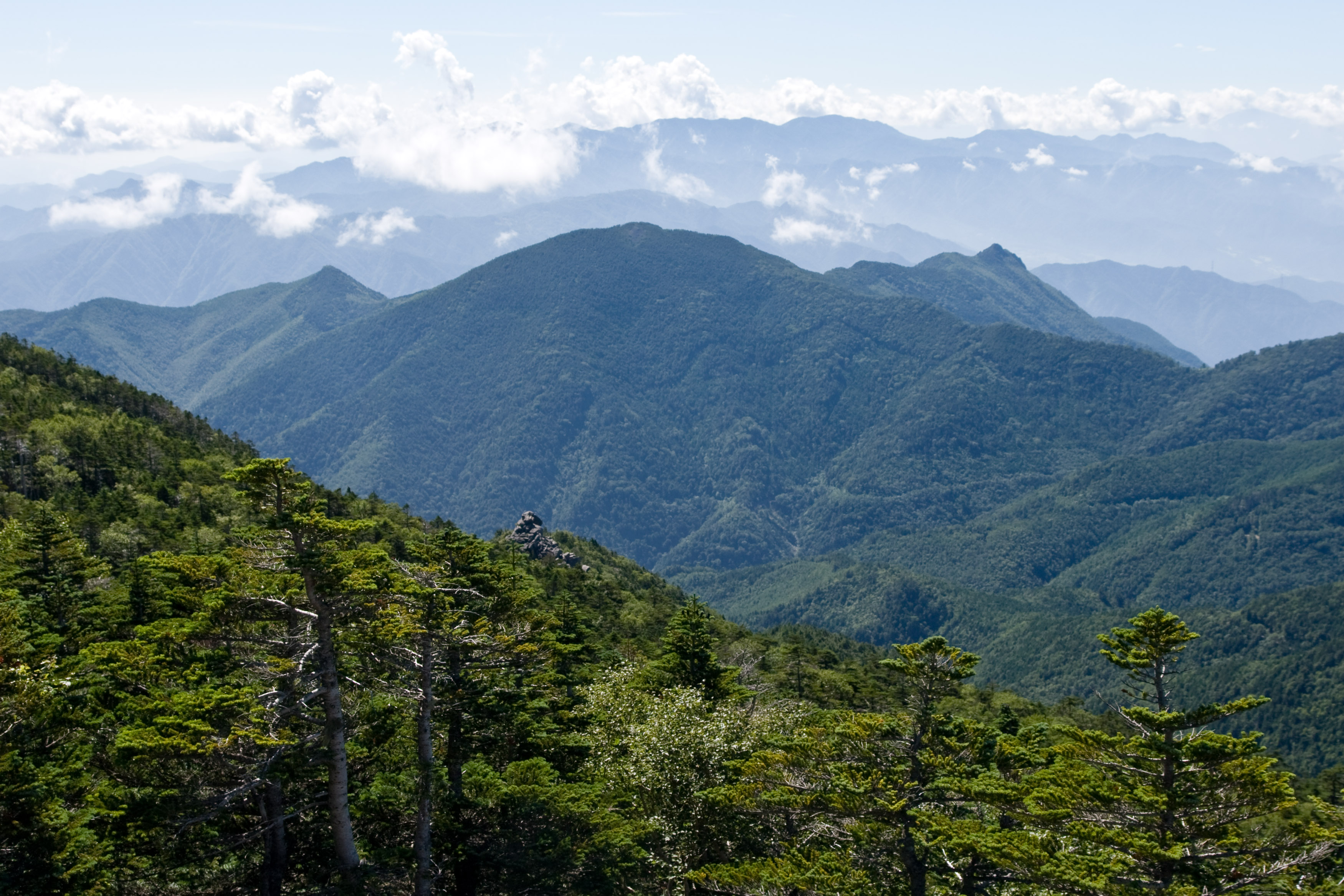
南東の眺望 黒金山(中央)
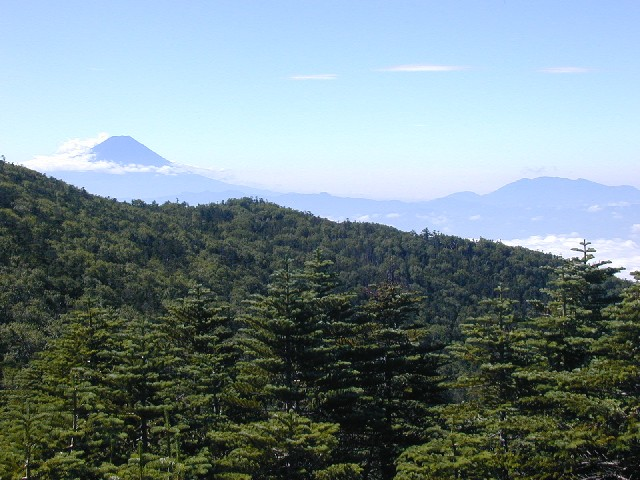
南の眺望 富士山と毛無山(右)
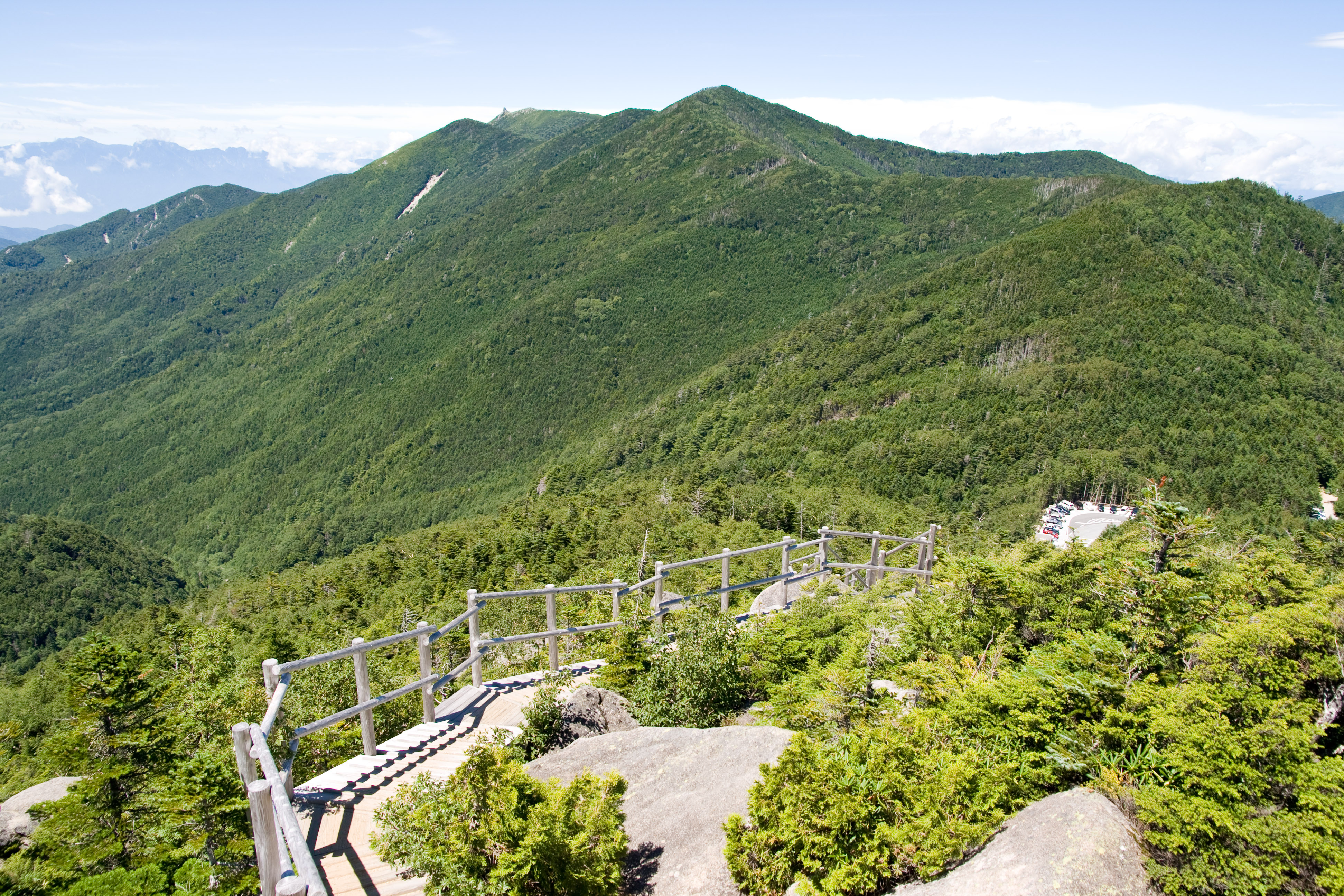
西の眺望 金峰山・鉄山・朝日岳など

## 周辺にある山小屋
- 大弛小屋

## 隣接する山
- 北奥千丈岳